# Wilhelmine Ittenbach
Wilhelmine Ittenbach (* 15. Mai 1851; † 12. März 1891 in Düsseldorf) war eine deutsche Malerin, Ornamentkünstlerin und Illustratorin der Düsseldorfer Schule.

## Leben
Wilhelmine Ittenbach war die Tochter des seit 1847 verheirateten und seit 1849 in Düsseldorf niedergelassenen Malers Franz Ittenbach aus Königswinter und wohl in Düsseldorf geboren. Ihre Mutter Elisabeth (1828–1886), geborene Kurz, war die Tochter eines Stabsarztes aus Ehrenbreitstein. Ihre Ausbildung zur Blumenmalerin erhielt sie von ihrem Vater und im Atelier von Johann Wilhelm Preyer. Sie schuf eigenständige Aquarelle, vor allem aber Illustrationen, Initialen und Randleisten u. a. nach Vorlagen ihres Vaters. Nach dessen Tod bezog sie mit Mutter und Schwester Franziska das Haus des Malers Ludwig Holthausen in der Klosterstraße 47, welches das Sterbehaus der sehr katholischen Mutter wurde. Sie starb ledig in ihrer Heimatstadt Düsseldorf, in der sie zeitlebens tätig war.

## Werke
- Friedrich Wilhelm Weber: Marienblumen. Mit 6 chromolithographischen Madonnenbildern nach Franz Ittenbach, gemalt von seiner Tochter Wilhelmine Ittenbach. Albert Ahn, Köln 1885.[7]
- Rosen, 1888, und Nelken, 1888, je Aquarell auf Papier, 31,4 × 24 cm bzw. 32,2 × 26,5 cm; letzteres sign. u. r.: W.Ittenbach / 11/8 1888.[8]

Wilhelmines Schwester Franziska (1853–1886), wird als Holzschneiderin erwähnt, unter anderem mit dem Blatt „Unbefleckte Empfängnis“ nach einem Gemälde des Vaters.